# Albert Büchi
Albert Büchi (Winterthur, 27 giugno 1907 – Winterthur, agosto 1988) è stato un ciclista su strada svizzero.
Professionista dal 1931 al 1937, vinse i campionati svizzeri sia da dilettante che da professionista e al suo attivo conta anche il terzo posto ai Campionati mondiali del 1931 che si correvano a cronometro. Anche suo fratello Alfred Büchi fu un ciclista professionista degli anni trenta.

## Carriera
Passato professionista nel 1931, dopo aver vinto il campionato nazionale l'anno precedente da dilettante, riuscì subito a conquistare la maglia rosso crociata anche da professionista. La sua prima stagione da prof fu densa di risultati, infatti, oltre alla vittoria del campionato nazionale, riuscì ad aggiudicarsi anche una prova in Francia, e fu convocato con la nazionale mista Austria-Svizzera, riuscendo a concludere la prova al nono posto della classifica generale finale. Inoltre conquistò due terzi posti nelle classiche svizzere, Tour du Lac Léman e Campionato di Zurigo.
I risultati gli permisero di essere convocato i mondiali di Copenaghen, che per la prima volta si disputavano con una prova individuale a cronometro con soli diciassette partecipanti. Nei 170 km di corsa contro il tempo il vincitore fu l'italiano Learco Guerra, mentre Büchi riuscì a conquistare la terza piazza, a oltre quattro minuti da Guerra, battuto di soli undici secondi da Ferdinand Le Drogo che giunse secondo. Buchi riuscì a mettersi alle spalle importanti ciclisti dell'epoca quali Fabio Battesini, Max Bulla e il campione uscente Alfredo Binda, dimostrando così le sue attitudini alla cronometro.
Nel 1932 fu secondo nel campionato nazionale e undicesimo al Tour de France, mentre nelle corse in linea fu quarto al Campionato di Zurigo e undicesimo nella Milano-Sanremo. Fu nuovamente convocato per i mondiali dove terminò undicesimo.
Nel 1933 ottenne ancora diversi risultati, fu tredicesimo al Tour de France, secondo al Nordwest-Schweizer-Rundfahrt ed eguale risultato raggiunse al Tour de Suisse, dove fu battuto dall'austriaco Max Bulla. Corse il terzo mondiale consecutivo che chiuse ottavo, risultato che ottenne anche al Campionato di Zurigo.
Nel 1934 corse il suo quarto e ultimo Tour de France, dove fu diciassettesimo nella classifica finale, e tornò alla vittoria l'anno successivo, quando si aggiudicò una tappa, la settima, del Tour de Suisse.
Nel 1936 ottenne un ultimo piazzamento, il terzo posto nel campionato svizzero, e decise di ritirarsi l'anno successivo.

## Palmarès
- 1930

Campionati svizzeri, Prova in linea dilettanti
Gran Premio di Ginevra
- 1931

Campionati svizzeri, Prova in linea
Grand Prix de "L'Echo d'Alger"
- 1932

Sion-Losanna-Sion
Giro del Cantone di Ginevra
- 1933

3ª tappa Tour du Savoie
Tour du Lac Léman
- 1934

Circuito di Basilea
- 1935

7ª tappa Tour de Suisse

## Piazzamenti

### Grandi Giri
- Tour de France

1931: 9º
1932: 11º
1933: 13º
1934: 17º

### Classiche monumento
- Milano-Sanremo

1932: 11º

### Competizioni mondiali
- Campionati del mondo

Liegi 1930 - In linea Dilettanti: 5º
Copenaghen 1931 - In linea: 3º
Roma 1932 - In linea: 11º
Montlhéry 1933 - In linea: 8º